# Bernhard Siegfried Albinus
Bernhard Siegfried Albinus (originalmente Weiss) (Frankfurt an der Oder, 24 de fevereiro de 1697 – Leiden, 9 de setembro de 1770) foi um anatomista neerlandês de origem alemã.

## Biografia

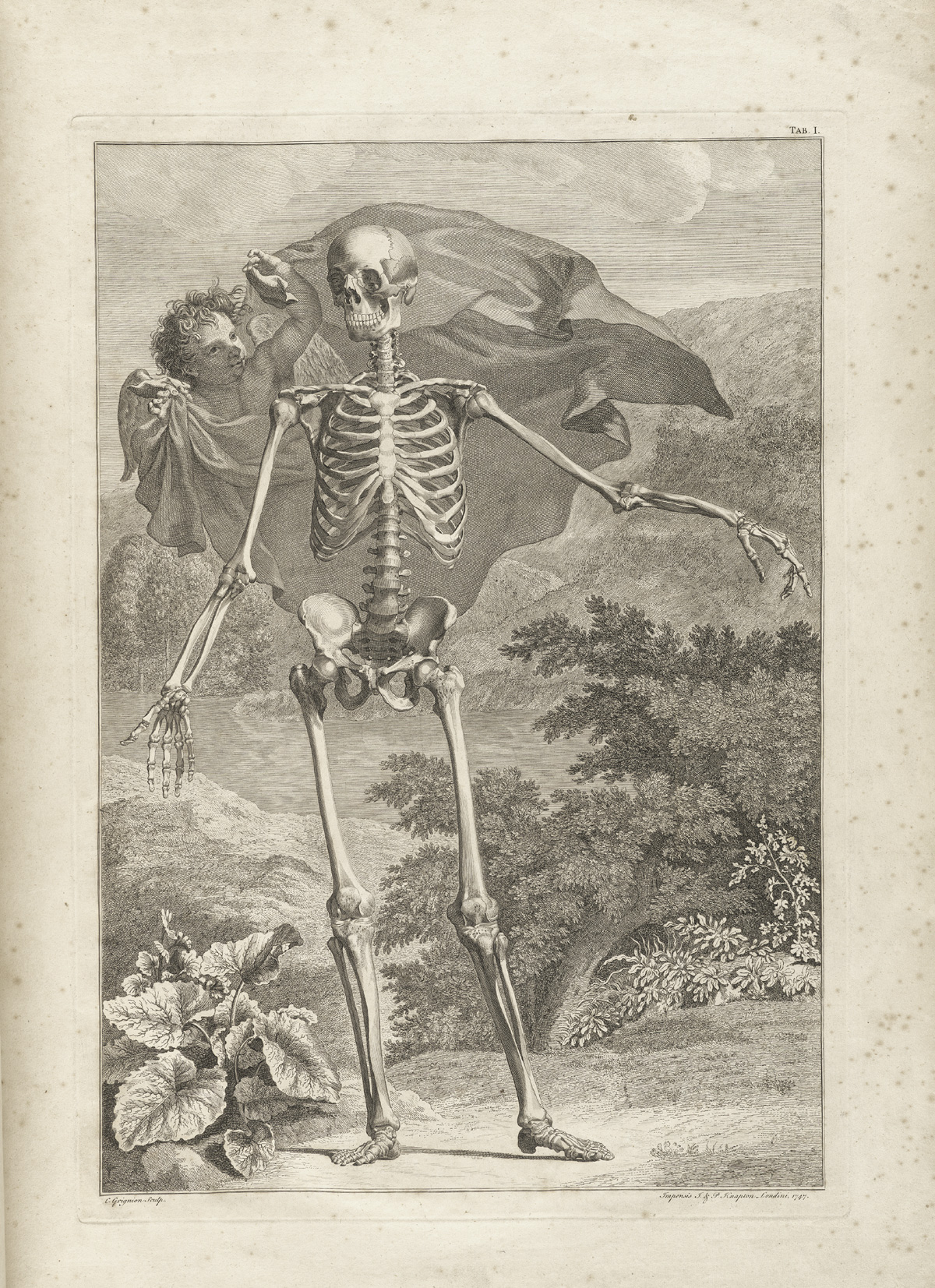
Tabulae sceleti et musculorum corporis humani de Albinus
(Londres, 1749)

Albinus nasceu em Frankfurt an der Oder, onde seu pai, Bernhardus Albinus (1653-1721), foi professor da prática de medicina. Em 1702, Bernhardus foi transferido para a cadeira de medicina na Universidade de Leiden, e foi lá que seu filho, Bernhard Siegfried começou seus estudos em 1709, na idade de doze anos, tendo por seus professores homens como Herman Boerhaave e Nikolaus Bidloo. Tendo terminado seus estudos em Leiden, foi para Paris, onde, sob a instrução de Sébastien Vaillant (1669-1722), Jacob Winslow (1669-1760) e outros, dedicou-se especialmente à anatomia e à botânica.
Após um ano em Paris, por recomendação de Boerhaave, Albinus em 1719 foi chamado em Leiden para ser professor de anatomia e cirurgia. Dois anos depois, sucedeu seu pai no magistério dessas disciplinas, e rapidamente se tornou um dos professores mais famosos de anatomia na Europa, sua sala de aula era ocupada não só por estudantes, mas por muitos médicos. Em 1745, Albinus foi nomeado professor de prática da medicina, sendo sucedido na cadeira de anatomia por seu irmão Frederick Bernhard (1715-1778), que, assim como o outro irmão, Christian Bernhard (1700-1752), alcançou considerável distinção. Bernhard Siegfried, que foi duas vezes reitor da sua universidade, morreu em Leiden.
Albinus é talvez mais conhecido por seu monumental Tabulae sceleti et musculorum corporis humani, que foi publicado pela primeira vez em Leiden, em 1747, em grande parte às suas próprias custas. O artista e gravador com quem Albinus fez quase toda a sua obra foi Jan Wandelaar (1690-1759). Na tentativa de aumentar o rigor científico da ilustração anatômica, Albinus e Wandelaar desenvolveram uma nova técnica de colocação de redes com correias quadradas em intervalos específicos entre o artista e a peça anatômica e copiar as imagens usando os padrões da rede. Tabulae foi altamente criticada pelos estudiosos como Petrus Camper, especialmente pelos fundos meticulosos adicionados a muitas das peças por Wandelaar, mas Albinus veementemente defendeu Wandelaar.

## Obras
- Libellus de ossibus corporis humani (1726)
- Historia musculorum corporis humani (1734)
- Tabulae sceleti et musculorum corporis humani (1747)